# Gottscheerisch

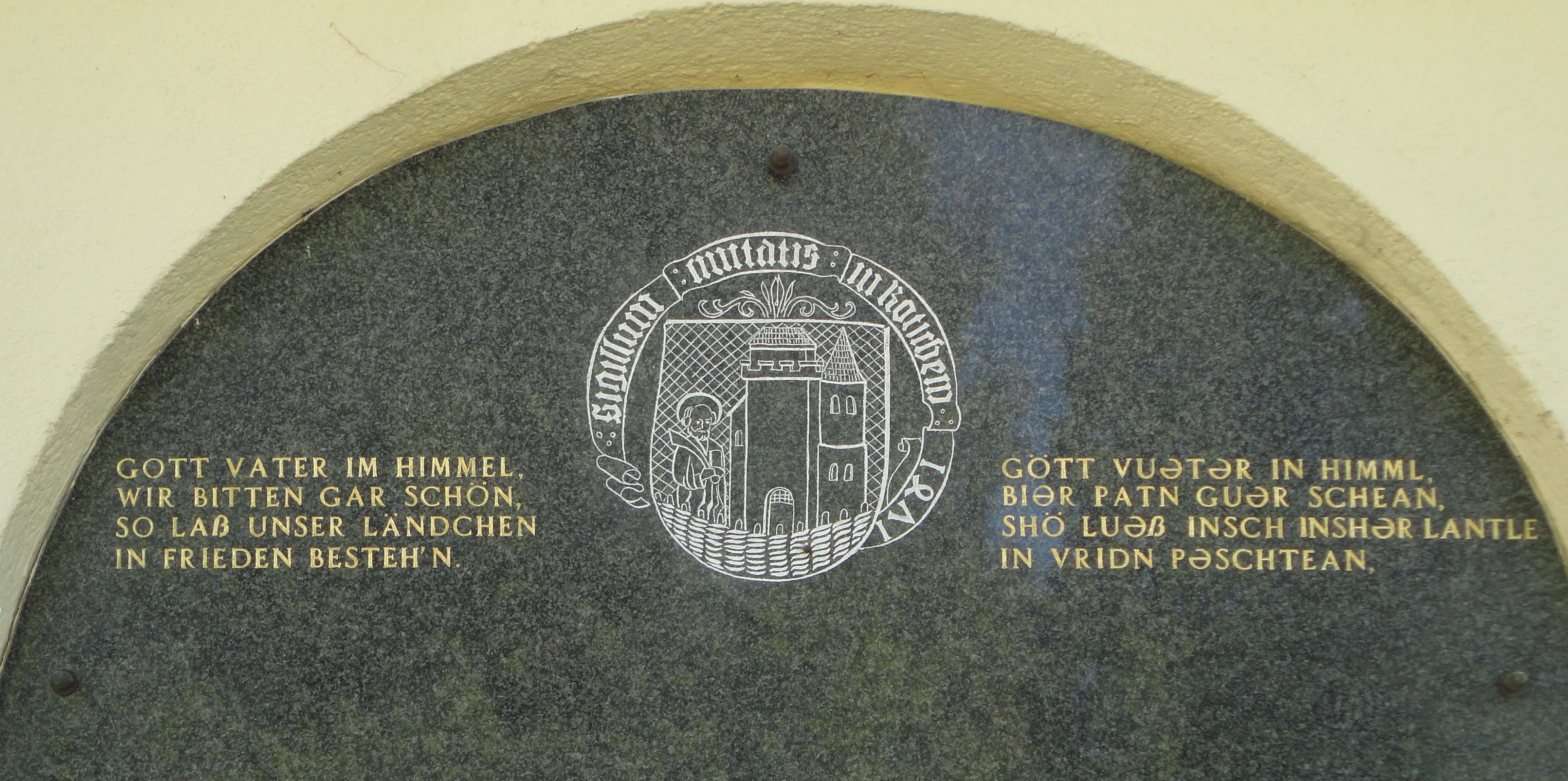
Aufschrift auf Gottscheerisch an der Kapelle des Heiligen Grabes bei der Kirche Corpus Christi (Fronleichnamskirche), Trata, Stadt Gottschee/Kočevje

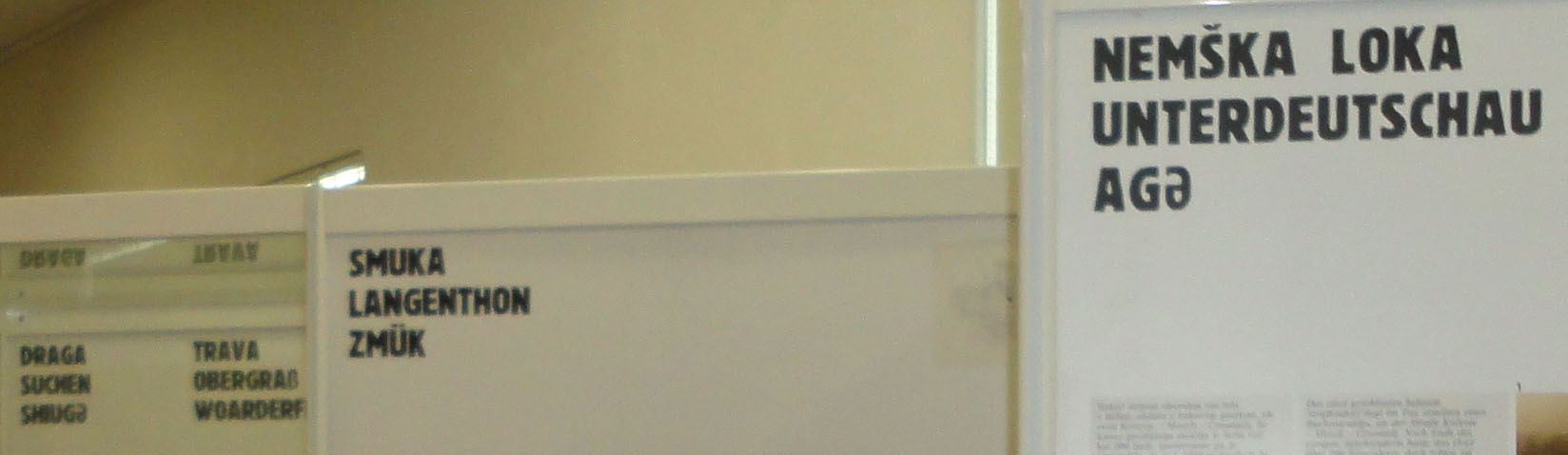
Die traditionellen lokalen gottscheerischen Ortsnamen gleichen nicht immer den einst amtlichen deutschen Namen

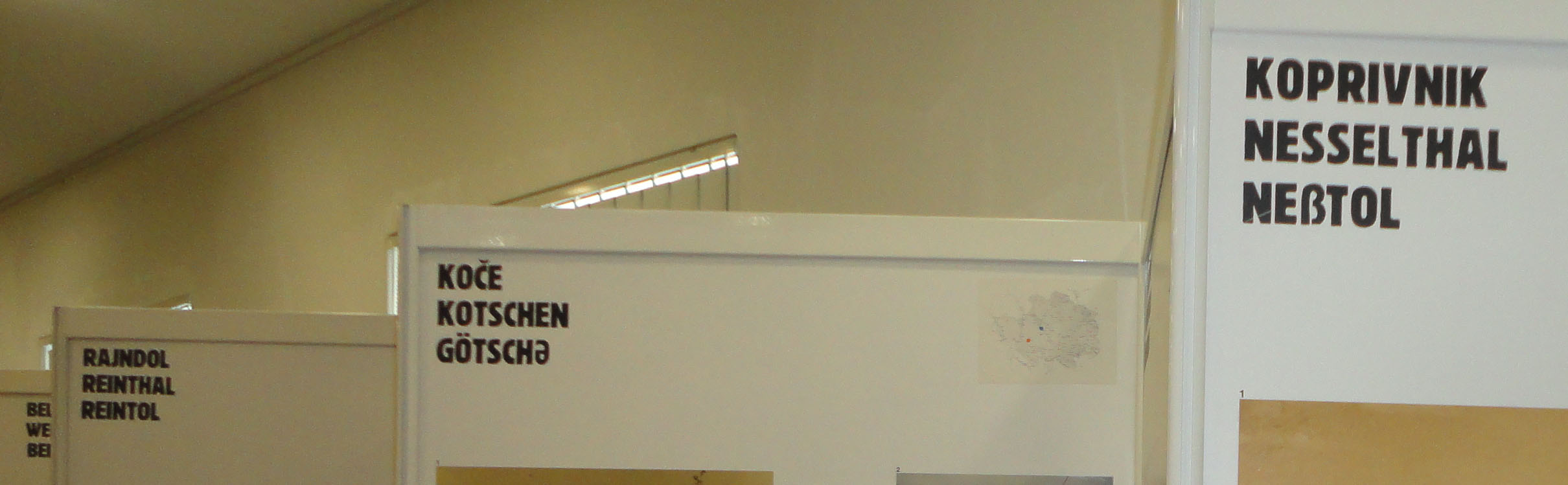
Die gottscheerischen Ortsnamen spiegeln auch einen anderen Lautstand als das Schriftdeutsche wider

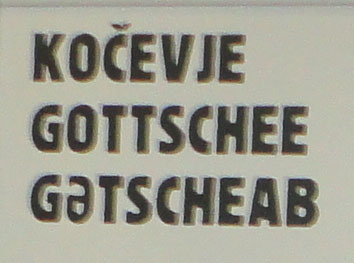
Name der Stadt Gottschee auf Slowenisch, Deutsch und Gottscheerisch

Gottscheerisch (Eigenbezeichnung Göttscheabarisch, im Englischen manchmal auch „Granish“ genannt) ist eine deutsche Mundart, die bis 1941 die vorherrschende Sprache in der damaligen deutschen Sprachinsel der Gottscheer im südlichen Unterkrain im heutigen Slowenien war.

## Sprachliche Zuordnung
Gottscheerisch gehört zum Bairischen und innerhalb dessen zu den südbairischen Mundarten. Am nächsten steht es den Kärntner Mundarten. Zahlreiche altertümliche Merkmale teilt es mit anderen deutschen Sprachinselmundarten des östlichen Alpenraums, darunter Pladen (Sappada) und Tischelwang (Timau) in Friaul sowie Zarz (Sorica) in Oberkrain (Slowenien).
Vom Kärntnerischen getrennt entwickelte sich das Gottscheerische seit der Ansiedlung der Gottscheer im Raum Gottschee um 1330 etwa 600 Jahre lang – fast 700 Jahre, wenn man die Geschichte der in Slowenien verbliebenen Restgruppe mitzählt – als eigenständige Mundart, wobei sich in den durch Höhenzüge voneinander getrennten Teillandschaften mehrere Untermundarten ausbildeten.

## Heutige soziolinguistische Situation
Bereits seit dem 19. Jahrhundert kamen viele Sprecher des Gottscheerischen in die USA. 1941 wurde der Großteil der Gottscheer aus der Heimat in Unterkrain ausgesiedelt. Nur wenige Hundert Gottscheer blieben zurück. Nach dem Zweiten Weltkrieg war das Gottscheerische in Jugoslawien verboten.
Das Gottscheerische wird heute von der UNESCO als „stark bedrohte Sprache“ eingestuft. Die meisten Sprecher leben in den USA, wo es im Wesentlichen noch Personen der ältesten Generation sprechen, die ihre Kindheit in der Gottschee in Slowenien verbracht haben. Auch in Kanada, Österreich und Deutschland gibt es Sprecher, die als Alltagssprache jedoch in aller Regel Englisch bzw. Hochdeutsch oder den lokalen Dialekt ihres Wohnorts sprechen. Das Gottscheerische wird selbst innerhalb der Familie nur noch wenig gebraucht.
In Slowenien gibt es einige Familien, insbesondere im Tal Moschnitze zwischen Pöllandl (Kočevske Poljane) und Tschermoschnitz (Črmošnjice), in denen die Sprache teilweise noch gebraucht wird. Wahrscheinlich gibt es aber keine Kinder mehr, die es wie eine Muttersprache erlernen. Der Gottscheer Altsiedlerverein in Krapflern (Občice, Gemeinde Dolenjske Toplice) bot einige Jahre lang neben Deutschkursen auch Kurse in der Gottscheer Mundart an (unterrichtet haben Maridi Tscherne und Ludwig Kren), jedoch ist das Interesse für die deutsche Schriftsprache deutlich höher. Von 2011 bis zum Juni 2014 bot der Verein Peter Kosler aus Gottschee (Kočevje), wiederum mit der Lehrerin Tscherne, an der Sprachschule Yurena in Novo mesto, an der Volkshochschule Gottschee, in Bistritz/Bistrica wie auch an den Grundschulen Semitsch/Semič, Štrekljevec, Töplitz/Dolenjske Toplice und in den Kindergärten Semitsch und Töplitz sowohl Deutschkurse als auch Kurse in der Gottscheer Mundart an. Von Juni 2011 bis 2014 lief der Unterricht mit der Unterstützung des österreichischen Ministeriums für europäische und internationale Angelegenheiten (BMEIA). Wöchentlich besuchten den Unterricht mehr als 180 Personen. Die Zukunft dieses Unterrichts ist ungeklärt.
Die Konflikte zwischen dem Gottscheer Altsiedlerverein in Krapflern – Mitglied des Verbandes der deutschsprachigen Kulturvereine – einerseits sowie dem Verein Peter Kosler in Gottschee, dem Kulturverein Moschnitze und dem Museum in Nesseltal – Mitglieder des Dachverbandes der Gottscheer Organisationen in Slowenien – andererseits, die insbesondere Fragen des Status einer deutschen Minderheit in Slowenien betreffen, erweisen sich als erhebliches Hindernis in der Förderung des Deutsch- bzw. Gottscheerisch-Unterrichts.

## Lautlehre
Die Vokale des Gottscheerischen zeigen im Wesentlichen die Entwicklung der bairischen Mundarten. Dies gilt auch für die Diphthongierung von mittelhochdeutsch î, û und iu [yː] sowie die Dehnung des Stammvokals. Einige Vokale sind kennzeichnend für das Kärntnerische (vgl. a, â, ea und oa):

### Kurze Vokale
- a (aus e/ä, ë und in Lehnwörtern): nachtə (Nächte), harzə (Herz), katschə (Schlange, < slowenisch kača)
- geschlossenes e (aus e und ö): engl (Engel), endrn (ändern), lechr (Löcher)
- i (aus i und ü): khint (Kind), jingar (jünger)
- offenes o (aus a): hont (Hand), bossr (Wasser)
- ö (zwischen o und ö, aus o): khöpf (Kopf), löch (Loch)
- ü (zwischen u und ü, aus u): hünt (Hund), wünkhə (Funke)

### Lange Vokale
- â (aus æ, ë, ou, öu in kontrahierten Silben und in Lehnwörtern): bâr (wäre), gâbm (geben), pâm (Baum), pâmr (Bäume), hâcht (Habicht), sâbl (Säbel, < slowenisch sablja)[10]
- geschlossenes ê (aus e): êdl (edel), hêr (Heer)
- î (aus i und ü): lîgn (liegen), zîgl (Zügel)
- ô (zwischen o und ö, aus o): khône (Trauung, < mhd. kone „Ehefrau“), ôbm (oben)
- offenes û (aus â und a): shûme (Same), nûme (Name)

### Diphthonge
- ai (aus î, iu und in Kontraktionen): baip (Weib), laitə (Leute), gəlait (gelegt), gərait (geredet)
- aü (aus û): maüsch (Maus), haüsch (Haus)
- au (aus al und ël): baut (Wald), hausch (Hals)
- ea (aus ê, œ und ë vor r): khlea (Klee), schean (schön), eardə (Erde)
- iə (aus ie, üe und i vor r): liəp (lieb), hiətə (Hüte), miər (mir)
- oa (aus ô und o vor r): proat (Brot), khoarn (Korn)
- oi (aus ei und in Kontraktionen): schtoin (Stein), proit (breit), gəshoit (gesagt)
- uə (aus â und a vor l, n, r, s und Dentalen): juər (Jahr), huəshə (Hase)
- üə (aus uo): güət (gut), tüən (tun)

### Unbetonte Vokale
Der wichtigste unbetonte Vokal ist das Schwa, das durch ə wiedergegeben wird. Es entspricht dem unbetonten e im Standarddeutschen. Für mittelhochdeutsch -ære steht -ar, z. B. in guərtnar (Gärtner). Die Konjunktivendung lautet -öt (regional -ait), z. B. shûgöt, shûgait (ich sagte, „ich würde sagen“).

### Stimmhafte und stimmlose Konsonanten
Der im Mittelhochdeutschen (und im heutigen Standarddeutschen) stimmhafte Konsonant b wird so wie im Kärntnerischen am Silbenanfang und -ende stimmlos p gesprochen, die Konsonanten d und g am Silbenende als t, k. So lautet Baum wie im Kärntnerischen pâm. Aus dem Mittelhochdeutschen ererbtes k wird gehaucht (kh), während in Lehnwörtern ungehauchtes k auftritt, z. B. kaschłe (Korb, < slowenisch koš) gegenüber khâfm (kaufen). Ungehauchtes k steht auch für mittelhochdeutsch gg oder ck, z. B. prükə (Brücke), shnakə (Schnecke).
Das l wird in der Regel wie im Schriftdeutschen gesprochen, nach a, o und ə jedoch mit nach hinten gebogener Zunge (ł). Vor t kann es vokalisiert werden, wobei dann statt o ein a gesprochen wird. So gibt es neben der Form bołt auch die Form baut für „Wald“. Das r wird nicht vokalisiert und ist immer ein Zungenspitzen-r.
Das v des Mittelhochdeutschen – im Neuhochdeutschen anlautendes f oder v – wird stets stimmhaft wie Standarddeutsch w [v] gesprochen: wrûgn (fragen), wuətər (Vater). Im Auslaut steht dagegen stimmloses f: wraitof (Friedhof), wenf (fünf, vgl. Langform wenwai). Im Anlaut gibt es f nur in Lehnwörtern – meist lateinischen Ursprungs oder aus dem Schriftdeutschen entlehnt – wie fîwər (Fieber), flomə (Flamme) oder flinkh (flink). Für mittelhochdeutsches w [*β] – und neuhochdeutsches w [v] – steht b: bûgə (Waage), zboi (zwei), buəs (was). Diese Veränderungen von f/v zu [v] (in diesem Fall ist eigentlich nur die stimmhafte mittelhochdeutsche Aussprache bewahrt) und w zu [b] treten auch in anderen bairischen Sprachinselmundarten auf, so beispielsweise im Zimbrischen und (nur die Lautverschiebung w-->b) im Mantakischen (Südost-Zips, Slowakei) und bairische Sprachinselmundarten aus dem heutigen Tschechien und der Slowakei.
Wie im Kärntnerischen fällt anlautendes n- mitunter aus, so bei ascht (Nest), essl (Nessel) und et (nicht).

### Unterscheidung zwischen mittelhochdeutsch s und z
Im Gottscheerischen ist die Unterscheidung zwischen mittelhochdeutsch zz und z (im Auslaut) aus germanisch *t einerseits und s aus germanisch *s andererseits erhalten geblieben. Während ersteres als stimmloses s [s] realisiert wird, steht für letzteres stimmhaftes sh [ʒ] (ausgesprochen wie slowenisch ž und französisch j), vor t, p und im Auslaut sch [ʃ] (ausgesprochen wie slowenisch š und französisch ch), das in diesen Fällen in der Aussprache mit ererbtem sch [ʃ] zusammenfällt. Beispiele sind shûgn (sagen) und shbuərz (schwarz) sowie haüsch (Haus) und schpakh (Speck) gegenüber bossər (Wasser) und dos (das). Am Wortanfang tritt s nur in Lehnwörtern auf, z. B. sakrament und soldat. Es wird immer stimmlos gesprochen. Stimmhaftes s [z] tritt nicht auf. Das z [ts] am Wortanfang bleibt unverändert z, z. B. zaün (Zaun), ebenso tz, z. B. khotzə (Katze). Die Realisierung des das germanische *s fortsetzenden [ʒ] der Gottscheer Mundart entspricht allerdings nicht dem Lautstand des Alt- und Mittelhochdeutschen, für den man einen stimmlosen alveolopalatalen Frikativ annimmt, sondern ist dem Einfluss des benachbarten Slowenisch geschuldet.

## Grammatik
Bei der Konjugation der Verben gibt es weitgehende Übereinstimmungen mit den anderen bairischen Mundarten, so enden die Formen der 3. Person Plural auf -nt. Auch ist das Präteritum verloren gegangen und wird durch das Perfekt ersetzt. Das Präfix gə- des Partizip Perfekt wird in der Regel nicht reduziert. Der Konjunktiv II ist erhalten und erhält auch bei den starken Verben die Endung -öt: nâmöt (nähme).
Anders als in Bayern werden im Gottscheerischen keine alten Dualformen in der 2. Person Plural verwendet. So steht für „ihr, euch“ nicht es/ös, enk, sondern iər, ai. Deshalb erhalten die entsprechenden Verbformen kein -s: iər shûgət (ihr sagt, vgl. in Bayern: es sågts).
Viele männliche Substantive tragen anders als in anderen deutschen Mundarten die Pluralendung -ər bzw. -r: pâmr (Bäume), schtoindr (Steine). Die Verkleinerungsendung -lain ist voll erhalten, kann aber zu -le verkürzt werden. Ebenso ist die Verwendung vorangestellter Genitivformen auf -sch < -s belegt: wuətrsch haüsch (Vaters Haus) neben der bairischen Form in [dem] wuətr shain haüsch. Das Adverb schmoarönsch (morgens) entspricht „[de]s Morgens“.

## Wortschatz
Der Wortschatz ist überwiegend bairisch mit typischen Ausdrücken wie z. B. ertokh (Dienstag), pfinstokh (Donnerstag), pfoit (Hemd) und gətunk (links). Mit dem Kärntnerischen verbinden es Wörter wie etwa lai (bloß) oder verschiedene Verben auf -azn wie z. B. gelmazn (schreien). Daneben gibt es eine Reihe Lehnwörter aus dem Slowenischen und aus dem Kirchenlateinischen bzw. dem Italienischen: jöken (weinen, < slowen. jokati), râzle (Ente, < slowen. raca), koasl (< slowen. kozolec; auch harpfə: Harpfe), költər (Steppdecke, Kolter, < ital. coltre, von dort auch slowen. kovter), kölar (Halskragen, < ital. collare).

## Dokumentation

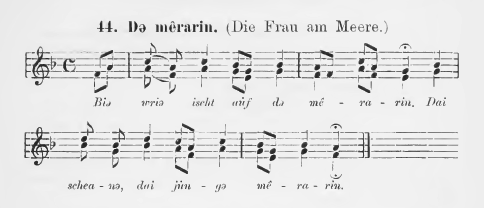
Melodie und erste Strophe des Gottscheer Volkslieds Də mêrarin (Die Meererin, „Die Frau am Meer“).

Das Gottscheerische ist unter anderem durch Liedsammlungen aus dem 19. Jahrhundert dokumentiert. Ein kleines Wörterbuch erschien 1870, die erste Grammatik von Hans Tschinkel 1908. In der Monographie von Adolf Hauffen über die Sprachinsel von 1895 wird in einem Kapitel die Sprache beschrieben. Ein ausführliches Wörterbuch von Walter Tschinkel erschien 1973. Von Maridi Tscherne, Gottscheerin in Slowenien, erschien 2010 erstmals ein gottscheerisch-slowenisches Wörterbuch, 2006 ein kleines Liederbuch mit Gottscheer Liedern.

## Textbeispiel: Die Meererin (Də mêrarin)
Eines der berühmtesten Gottscheer Volkslieder ist das Lied von der „Meererin“ (Də mêrarin), dessen Inhalte auf die Kudrun-Sage zurückgehen. Neben einem Einblick in die Gottscheer Sagenwelt erhält man durch paralleles Lesen einen Eindruck von der Gottscheer Mundart. Gehauchtes kh ist hier wie im Original durch einfaches k wiedergegeben:
| Strophe | Gottscheerisch                                                                | Standarddeutsch                                                                       |
| ------- | ----------------------------------------------------------------------------- | ------------------------------------------------------------------------------------- |
| 1       | Biə wriə ischt aüf də mêrarin, dai scheanə, dai jüngə mêrarin.                | Wie früh ist auf die Meererin die schöne, die junge Meererin.                         |
| 2       | Shi schteanöt schmoarönsch guer wriə aüf, shi geanöt baschn dai baisə beschə. | Sie steht morgens gar früh auf, sie geht waschen die weiße Wäsche.                    |
| 3       | Zan proitən mêr, zan tiəfm sheabə. Shi hewət uən, shi baschət schean.         | Zum breiten Meere, zum tiefen See. Sie hebt an, sie wäscht schön.                     |
| 4       | Am mêrə do shbimət oin schifle kloin, atinə do shizənt zbean jüngə hearn:     | Auf dem Meere, da schwimmt ein Schifflein klein, drinnen da sitzen zwei junge Herren: |
| 5       | „Güətn moarn, dü scheanai mêrarin, dü scheanai, dü jüngai mêrarin!“           | „Guten Morgen, du schöne Meererin, du schöne, du junge Meererin!“                     |
| 6       | „Schean donk, schean donk, iər jüngə hearn, wil guətə moargn hon i a beank!“  | „Schönen Dank, schönen Dank, ihr jungen Herren, viele gute Morgen habe ich ja wenig.“ |
| 7       | Wom nêgle ar ziəchət oin wingərle: „Nim hin dü scheanə mêrarin!“              | Vom Finger zieht er ein Ringelein: „Nimm hin, du schöne Meererin!“                    |
| 8       | „I pins et dai scheanə mêrarin, i pin jo dəi bintlbaschərin.“                 | „Ich bin nicht die schöne Meererin, ich bin ja nur die Windelwäscherin.“              |
| 9       | Draf shezənt shai shə afs schifle kloin ünt wuərənt ibr’s proitə mêr.         | Drauf setzen sie sie aufs Schifflein klein und fahren übers breite Meer.              |
| 10      | „Du pischt laibər dai scheanə mêrarin, dai scheanə, dai jüngə mêrarin!“       | „Du bist doch die schöne Meererin, die schöne, die junge Meererin!“                   |
| 11      | Shi namət oin hidrle in də hont ünt wuərət ibr’s proitə mêr.                  | Sie nimmt ein Tüchlein in die Hand und fährt übers breite Meer.                       |
| 12      | Ünt biə shi otr hin ischt kâm, dört griəsənt shai shə ünt haushnt shai shə.   | Und wie sie dann angekommen ist, da grüßen sie und umarmen sie sie.                   |
| 13      | Ünt pushənt shai shə də mêrarin, dai scheanə, dai jüngə mêrarin.              | Und küssen sie, die Meererin, die schöne, die junge Meererin.                         |